# Klein Gitta
Klein Gitta, művésznevén Ghitta Carell (Szatmárnémeti, 1899. szeptember 20. – Haifa, 1972. január 18.) magyar származású olasz fotográfusnő, az 1930-as évek egyik legkeresettebb portréfotósa.
„Én nem az arcot fényképezem, hanem azt a valamit, ami előtte lebeg. Ezt a megfoghatatlan lebegést, áttetsző izzást, gondolom, a legnehezebb előhívni.”

## Élete
Szatmárnémeti egy szerény körülmények között élő zsidó családjában született az előző századfordulón. Budapesten Székely Aladártól, Landau Erzsitől, Máté Olgától és Werner Iréntől tanult fényképezni, de pályája Olaszországban teljesedett ki. 1924-ben firenzei látogatásakor ottragadt, felvette a Carell nevet, bizonyára a születési helye közelében fekvő Nagykároly városa után, némi nemesi származást színlelve vele. Önéletrajzában lipcsei és bécsi gyakornoki időt is hamisított magának. Magyar művészek és értelmiségiek egy toszkánai kis kolóniájának fáradságos látogatása során, Fiesoléban megismerkedett Vedres Márk szobrásszal, aki bemutatta őt az olasz burzsoáziának és  arisztokráciának. Műtermet nyitott, amelyben az olasz vezető réteg tagjai is megfordultak; politikusok, művészek, a szellemi élet kiválóságai. Egy idő múlva III. Viktor Emánuel olasz király udvari fényképésze lett. Cesare Pavese író, Palma Buccarelli kritikusnő, Anna Volpi di Misurata grófnő, Bontempelli, Giuseppe Pagano építész, partizán, Marinetti, Papini, püspökök, érsekek, pápák mellett Galeazzo Ciano, és felesége, Edda, és annak apja, Benito Mussolini arcvonásait is megörökítette. A Rómába látogató olyan hírességek, mint Walt Disney, Neville Chamberlain, Korda Sándor és felesége, valamint Krisztina svéd királynő is a megrendelői közé tartoztak. A magyarok közül Hamza Lehel Mária képzőművésznő, Wodianer Andor lisszaboni nagykövet, Horthy Miklósné, Bethlen Margit grófnő és Körmendi Ferenc (író) szintén.

## Munkamódszere
Retusálással tette képeit utolérhetetlenül légiessé. A 18x24-es üvegnegatívnak gyakran mindkét oldalát megkapargatta. Ha a modellje alakja nem volt ideális, azon is „segíteni” tudott. Még karrierje csúcsán sem bízta el magát. Modelljeit nem csupán gépe elé ültette, hanem bőröndnyi ruhát készíttetett össze már előre, hogy kiválaszthassa a megfelelőt, és mielőtt nekilátott volna a munkának, elteázgatott velük, hogy közelebbről megismerje karakterüket. Akár pápáról, színésznőről vagy a fasiszta vezérről volt szó, el kellett nyernie bizalmukat is.
Kapcsolatainak köszönhetően, bár őt is érintették az 1938-as faji törvények, nem esett bántódása, nem is deportálták. A világégés után egyre kevesebb szükség volt az általa képviselt portréiskolára, abban a felgyorsult a világban. Nem használt a technikai újdonságokat, kizárólag műteremben fényképezett még akkor is, amikor már teljesen divatba jött a szabadtéri portréfotózás.

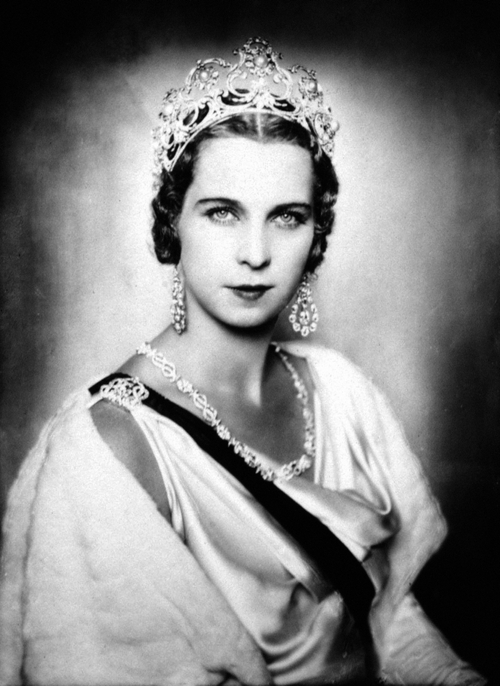
Marie-José belga hercegnő portréja, 1946

Az első portréfotókat Piemont hercegnőjéről, Marie-José belga hercegnőről, II. Umberto olasz király feleségéről készítette. Hagyományos berendezéseket használt – egy hatalmas állványos gépet a milánói Luigi Piseroni cégtől –, amelyen azonnal megtanult dolgozni. Ez a nagy formátumú üveglemezekre (18x24) exponáló kamera, néhány lámpa, a zársebesség és a rekesz közötti helyes összefüggés alkalmazása Carell vitathatatlan tehetségét jósolták.
A képkivágásokra, az expozícióra, a részletekre, a fények használatára összpontosítva, összetéveszthetetlen stílusát a lemezen rögzített negatívok adták, amelyeken türelmesen végezte az utómunkálatokat a munkaasztalnál, különleges szerszámokkal – ceruzákkal, festékekkel, ecsetekkel, kaparókkal –, amelyektől a műhelye úgy nézett ki, mint egy festőé. Mindezt egyik kiváló mesterétől Pécsi Józseftől leste el, akivel talán Vedres ismertette össze, amikor Magyarországra látogatott, s akinek tevékenysége kezdetén, nagyon hasonlított a képi ízlésére, s aki nem kifogásolta a negatívok manipulációját.
Marie-Joséval és a húszas évek két másik jól ismert női alakjával, Margherita Sarfattival és Edda Ciano Mussolinivel, a Duce leányával a nem hagyományos, határozott, emancipált karakterekkel, bár ideológiailag egymástól távol estek, mégis nagyon jól kijött. Sarfatti a huszadik század ismert, gyönyörű műkritikusa, műteoretikusa szintén zsidó nő, Mussolini nagy felemelkedésének, a fasizmus kulturális politikájának részvevője volt. Ő mutatta be Carellt Eddának és a művészvilágnak. A harmincas évek közepén fényképeinek fő modelljei is ők lettek, egyedül vagy gyermekeikkel együtt. Ők szorgalmazták, hogy Carell készítsen két portrésorozatot Mussoliniről, 1933-ban és 1937-ben. Ebben az időszakban a fasiszta párt olyan prominens tagjait is fényképezte, mint Annibale Scicluna Sorge kultuszminiszter.

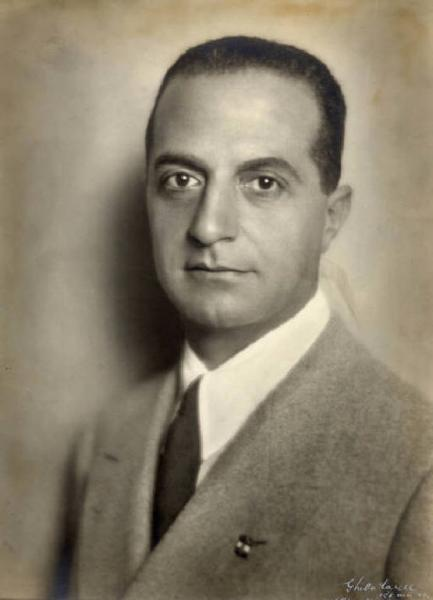
Giuseppe Bottai politikus portréja, 1937

A faji törvények kihirdetése 1938-ban megzavarta az olasz zsidók és életét, ám őt nem üldözték, nem is deportálták, csak szerepét, nevét cenzúrázták ki. Róma és Milánó között ingázva töltötte a háborús éveket, amiben segített neki néhány, ebben az időszakban megszilárdult barátsága. A háború után folytatta tevékenységét, bár Marie-José, Sarfatti és Edda, a három „istennő” eltűnt a látómezejéből. Kiállításokat rendezett munkájának előmozdítása érdekében, de már nem ugyanazzal a lelkesedéssel élt, amely hallgatólagosan a fasizmus széles körben megosztott és drasztikusan elhúzódó nyomát viselte magán.
Fokozatosan, a régi és új ügyfelek átrendeződésével, de főként a XXIII. János pápa alakjáról, 1960-ban készült portrésorozatával, Mussolinihez kötött emléke elhomályosult.
A hatvanas évek végén hirtelen elhagyta Olaszországot, ahol 1959-ben már állampolgárságot szerzett; néhány barátjára hagyta otthoni stúdiójának, bútorainak és felszerelésének felszámolását; a mintegy ötvenezer példányból álló negatívgyűjteményét a Ferrania vásárolta meg, amely a 3M-mel fuzionálva, 1970-ben Rómában és Milánóban kiállítást rendezett munkáiból. „Már régen nem dolgozok, nagyon régen. Nem tudok dolgozni. Manapság az embereknek már nincs lelkük. Én viszont csak a lelket tudom fényképezni.” – Alapossága, amellyel a munkáját végezte, feleslegessé vált a felgyorsult, modern világban. Betegsége sem tette lehetővé, hogy kimozduljon hazulról. 1972-ben Haifában érte a halál.

## Megítélése
Az arisztokrácia, a burzsoázia, a fasizmus korifeusainak portréi egy bizonyos bizalmatlanságot keltettek a vele szembeni harcos kritikákban, amelyek bár érzékelik munkájának fontosságát, amely visszalép a hétköznapok jelenségeihez, vagy marxista őseihez fűződik. A fotográfus technikáinak és kifejező mesterségének szociológiai elemzése felesleges.[forrás?]

## Művei
- Olaszország uralkodói Ghitta Carell szemével (1978)
- La fotografia della maschera (1985)

## Fordítás
- Ez a szócikk részben vagy egészben  a   Ghitta Carell című olasz Wikipédia-szócikk ezen változatának fordításán alapul.  Az eredeti cikk szerkesztőit annak laptörténete sorolja fel. Ez a jelzés csupán a megfogalmazás eredetét és a szerzői jogokat jelzi, nem szolgál a cikkben szereplő információk forrásmegjelöléseként.

## Külső hivatkozások
- A világhíres Klein Gitta